# Anoectangium herzogii
Anoectangium herzogii är en bladmossart som beskrevs av Brotherus in Herzog 1916. Anoectangium herzogii ingår i släktet Anoectangium och familjen Pottiaceae. Inga underarter finns listade i Catalogue of Life.